# Абердин Гарденс (Вашингтон)
Абердин Гарденс (енгл. Aberdeen Gardens) насељено је место без административног статуса у америчкој савезној држави Вашингтон.

## Демографија
По попису из 2010. године број становника је 279, што је 52 (22,9%) становника више него 2000. године.
| Група             | 2000.       | 2010.       |
| Белци             | 219 (96,5%) | 250 (89,6%) |
| Афроамериканци    | 0 (0,0%)    | 0 (0,0%)    |
| Азијати           | 0 (0,0%)    | 6 (2,2%)    |
| Хиспаноамериканци | 4 (1,8%)    | 14 (5,0%)   |
| Укупно            | 227         | 279         |